# 野村純一 (司教)
野村 純一（のむら じゅんいち、Augustinus Jun’ichi Nomura, 1937年11月20日-）は、日本のカトリック教会聖職者。カトリック名古屋教区第3代司教を務めた。洗礼名は「アウグスチノ」。

## 経歴
高知県高知市に長男として生まれ、1949年8月15日に主税町教会で受洗。1956年に東京カトリック神学院、上智大学文学部哲学科に進み、1962年3月に上智大学大学院哲学研究科修士課程修了。同年にローマ・プロパガンダ神学校へ留学し、1964年12月19日にローマ・プロパガンダ神学校聖堂で司祭に叙階。1967年6月に教皇庁立ウルバノ大学神学部博士課程修了し、同年9月に帰国。
1967年9月から、カトリック主税町教会、カトリック名古屋教区本部事務局、東京カトリック神学院、カトリック小牧教会、カトリック布池教会司祭を経て、 1993年7月4日に名古屋教区司教に叙階され、教区長に就任。22年間名古屋教区を率い、カトリック中央協議会会長を2期務めた。
2015年3月29日、教皇フランシスコにより定年を理由とした教区長からの引退を承認され、後任として大阪大司教区松浦悟郎補佐司教が任命された。